# Usedlost čp. 29 (Dlouhomilov)
Usedlost čp. 29 stojí v obci Dlouhomilov v okrese Šumperk. Je kulturní památkou ČR, která se nachází ve vesnické památkové zóně Dlouhomilov.

## Historie
V roce 1995 byla Ministerstvem kultury České republiky v Dlouhomilově část jeho území prohlášena za vesnickou památkovou zónu. Součástí památkové zóny jsou především empírové statky z první poloviny 19. století a byly zapsány do státního seznamu kulturních památek České republiky. Mezi ně náleží i kulturní památka venkovská usedlost čp. 24.

## Popis
Venkovská usedlost byla uzavřeným areálem, který tvořila hlavní budova výměnkem a bránou. Výměnek byl demolován a přestavěn na hostinec.
Hlavní budova je přízemní zděná omítnutá stavba postavená na půdorysu obdélníku (31,2 × 10,8 m) s lichoběžníkovým štítem a sedlovou střechou krytou eternitovou šablonou, která nahradila břidlici. Štítové průčelí je členěné třemi okenními osami. Od štítu je oddělena korunní profilovanou římsou, která pokračuje na severní a částečně na jižním průčelí. Římsa je zastřešena eternitovou šablonou a pod ní je pletenec z půlelips a při levém nároží je domovní číslo 29 provedené ve štuku. 
Patrový lichoběžníkový štít je rámován zubořezem a je zakončen valbičkou. Ve spodní části mezi krajními okny je výklenek ukončený asyrským obloukem nad nímž je eliptický větrací otvor. Ve výklenku je malba Panny Marie. Eliptické větrací otvory jsou také na vnějších stranách oken. Pod valbou nad větracím otvorem je dvojití stuha s mašlí, která rozděluje letopočet 18/34. V podstřeší u hlavního štítu je původní vestavěná světnice s hambalkovým stropem s fošnovým záklopem.
Na nádvorním průčelí je na vyřezávaných trámech kryté zápraží (pavláčka). Před chlévem, který je příčně postaven na hlavní budovu, stojí dřevěná kůlna.